# تپه سربرزه ۱۱
تپه سربرزه ۱۱ مربوط به دوره اشکانیان است و در شهرستان چرداول، بخش هلیلان، دهستان هلیلان، ۶۰۰ متری شمال روستای ظاهروند واقع شده و این اثر در تاریخ ۷ اسفند ۱۳۸۶ با شمارهٔ ثبت ۲۱۲۸۸ به‌عنوان یکی از آثار ملی ایران به ثبت رسیده است.